# Leptapoderus frater
Leptapoderus frater es una especie de coleóptero de la familia Attelabidae.

## Distribución geográfica
Habita en la China.